# Pedraça
Pedraça es una freguesia portuguesa del concelho de Cabeceiras de Basto, con 12,49 km² de superficie y 895 habitantes (2001). Su densidad de población es de 71,7 hab/km².